# Lucas Cunha
Lucas de Souza Cunha (Três Lagoas, Mato Grosso del Sur; 23 de enero de 1997) es un futbolista brasileño. Juega como defensa central y su equipo actual es el Sport Recife.

## Carrera deportiva
Nacido en el municipio de Três Lagoas, Lucas comenzó su carrera deportiva para el Mirassol Futebol Clube, club del Estado de São Paulo, antes de unirse al S.C. Braga "B".
Debutó como profesional en la Segunda División de Portugal el 30 de septiembre de 2015 con el Braga B, en un partido que acabaría en una derrota contra el Sporting Clube da Covilhã por 1 a 0. Además, marcaría su primer gol el 19 de abril de 2017, en una victoria por 3 a 1 frente el Sporting Clube Olhanense.
El 25 de agosto de 2019, Cunha debutó en la Primera División de Portugal con el primer equipo del S.C. Braga, en un empate por 1 a 1 contra el Gil Vicente Futebol Clube. Jugando dos partidos más, uno de ellos de UEFA Europa League, salió cedido al G.D. Estoril Praia de la Segunda División Portuguesa por el resto de la temporada.
El 10 de septiembre de 2020, Lucas salió cedido al R.C. Celta de Vigo "B" por una temporada con opción de compra. Al regresar de su cesión, sale traspasado al Gil Vicente FC con un contrato hasta 2024.

## Selección nacional
Lucas Cunha fue convocado con Selección de Brasil sub-20 para el Campeonato Sudamericano de Fútbol Sub-20 de 2017, jugando 4 partidos. También fue convocado para jugar 2 amistosos con dicha selección.

## Clubes
| Club                                    | País     | Año             |
| --------------------------------------- | -------- | --------------- |
| Mirassol Futebol Clube                  | Brasil   | 2014            |
| Sporting Clube de Braga "B"             | Portugal | 2014-2018       |
| Sporting Clube de Braga                 | Portugal | 2018-2021       |
| Grupo Desportivo Estoril Praia (cedido) | Portugal | 2020            |
| Real Club Celta de Vigo "B" (cedido)    | España   | 2020-2021       |
| Gil Vicente Futebol Clube               | Portugal | 2021-2022       |
| Red Bull Bragantino                     | Brasil   | 2023-           |
| Sport Recife (cedido)                   | Brasil   | 2025-Actualidad |